# Jamie Neushul
Pour les articles homonymes, voir Neushul.
Jamie Neushul est une joueuse américaine de water-polo née le 12 mai 1995 à Goleta. Avec l'équipe des États-Unis, elle a remporté la médaille d'or du tournoi féminin aux Jeux olympiques d'été de 2020 à Tokyo. Elle est la sœur de Kiley Neushul, elle-même championne olympique quatre ans plus tôt.